# Quartier de la Roquette
Das Quartier de la Roquette ist das 43. der 80 Quartiers (Stadtviertel) von Paris im 11. Arrondissement.

Die Stadtviertel im 11. Arrondissement

## Lage
Der Verwaltungsbezirk im 11. Arrondissement von Paris wird von folgenden Straßen begrenzt:
- Nordwesten: Rue du Chemin Vert
- Nordosten: Boulevard de Ménilmontant und Boulevard de Charonne
- Südosten: Rue de Charonne
- Süden: Rue du Faubourg Saint-Antoine bis zur Place de la Bastille

## Namensursprung
Der Name des Viertels wird vermutlich von einer hier gewachsene Blume abgeleitet, die den Namen Rochette hatte; die Familie Rocquet ist wahrscheinlich nicht Namensgeber.

## Geschichte
Das Stadtviertel La Roquette ist heute ein sozial homogenes Gebiet, nicht durch die Dominanz einer bestimmten sozialen Schicht oder einer Altersgruppe, sondern durch eine gute Mischung der verschiedenen Existenzen, wie es im gesamten  11. Arrondissement üblich ist: Es gibt bescheidene Gebäude, aber in gutem Zustand und im klassischen Stil, hauptsächlich Ende des 19. und Anfang des 20. Jahrhunderts erbaut, mit Ausnahme der Gebäude, die anstelle des alten Gefängnisses errichtet wurden und sich über den ganzen Platz erstrecken; diese wurden in den 1970er und 1980er Jahren insbesondere zur Unterbringung von Familien mit Migrationshintergrund genutzt. Anderen Gebäude werden zum großen Teil von der Mittelschicht (mittlere Manager, Beamte, Rentner) bewohnt oder ziehen eine neue Bevölkerung an (Studenten, junge aktive und kreative Menschen).
Vom Bauboom und den Sanierungsprojekten anderer Randbezirke blieb der Bezirk relativ verschont: Die nach 1945 errichtete Bebauung veränderte die städtische Dynamik nicht, der Lebensraum blieb dicht und die Gewerbetätigkeit dynamisch und das örtliche Handwerk relativ weit gefächert.
Die Verbürgerlichung (fälschlicherweise „Gentrifizierung“ genannt) ist stark zu spüren: Die Nähe der Einkaufszentren Bastille-Saint-Antoine, kombiniert mit der relativ guten Wohnqualität und der attraktiven Lage der ehemaligen Arbeiterwohnsiedlungen hat die Immobilienpreise steigen lassen.

## Sehenswürdigkeiten
- Place de la Bastille mit dem Park am Boulevard Richard Lenoir über dem Kanal Saint-Martin
- Square de la Roquette